# Rosamond McKitterick
Rosamond Deborah McKitterick (Chesterfield, 31 maggio 1949) è una medievista britannica.
Dal 1999 professoressa di storia medievale all'Università di Cambridge, è inoltre professoressa al Sidney Sussex College. In più è membro della Royal Historical Society.
Il suo lavoro ha focalizzato gli aspetti politici, culturali, intellettuali, religiosi e sociali dell'alto Medioevo, in special modo i regni dei Franchi dei secoli VIII e IX.
Rosamond McKitterick nacque Rosamond Pierce a Chesterfield, Derbyshire, il 31 maggio 1949. Dal 1951 al 1956 visse a Cambridge, dove il padre era impiegato al Magdalene College. Nel 1956 seguì la famiglia in Australia Occidentale dove completò le scuole primarie e secondarie e frequentò la University of Western Australia (UWA) di Perth. Nel 1971 ritornò all'Università di Cambridge dove portò a termine la carriera scolastica.
Si sposò con David John McKitterick, bibliotecario al Trinity College, con cui ebbe una figlia.
Ha insegnato al Newnham College e divenne professoressa incaricata al Sidney Sussex College. Inoltre è membro della Royal Historical Society e della Royal Society for the Encouragement of Arts, Manufactures and Commerce.

## Pubblicazioni
- The Frankish Church and the Carolingian Reforms, 789-895 (1977)
- The Frankish Kingdoms under the Carolingians, 751-987 (1983)
- The Carolingians and the Written Word (1989)
- Books, Scribes and Learning in the Frankish Kingdoms, 6th to 9th Centuries. (Collected Studies; 452.) Aldershot: Variorum, (1994)
- The Frankish Kings and Culture in the Early Middle Ages (1995)
- History and Memory in the Carolingian World (2004)
- Perceptions of the Past in the Early Middle Ages (2006)
- Charlemagne: the formation of a European identity (2008)

Books as editor
- (ed.) The Uses of Literacy in Early Medieval Europe (1990)
- (ed.) Carolingian Culture: emulation and innovation (1994)
- (ed.) The New Cambridge Medieval History, II: c.700 - c.900 (1995)
- (ed., with Roland Quinault) Edward Gibbon and Empire Cambridge University Press (1997)
- (ed.) The Early Middle Ages, 400-1000 (2001)
- (ed.) Atlas of the Medieval World (2004)